# Cyclops bracteatus
Cyclops bracteatus is een eenoogkreeftjessoort uit de familie van de Cyclopidae. De wetenschappelijke naam van de soort werd in 1776 voor het eerst geldig gepubliceerd door Otto Friedrich Müller.